# La francese brillante
La francese brillante és una òpera en tres actes composta per Pietro Alessandro Guglielmi sobre un llibret italià de Pasquale Mililotti. S'estrenà al Teatro dei Fiorentini de Nàpols l'estiu de 1763.
A Catalunya s'estrenà el 1765 al Teatre de la Santa Creu de Barcelona. Primera òpera del cèlebre autor de l'escola napolitana que es representava a Barcelona. Després hi va ser present de tant en tant fins ben entrat el segle xix.